# Arnold van Gennep
Arnold van Gennep, teljes nevén Charles-Arnold Kurr van Gennep (Ludwigsburg, 1873. április 23. – Bourg-la-Reine, 1957. május 7.) holland–német–francia etnográfus és folklorista.

## Élete
Arnold van Gennep Ludwigsburgban született, az akkor még független Württembergi Királyságban. Szülei nem voltak házasok. Van Gennep holland származású édesanyja vezetéknevét vette fel. Hat évesen anyjával a franciaországi Lyons-ba mentek, ahol édesanyja hozzáment egy francia orvoshoz, akivel Savoyba költöztek.
Franciaországban van Gennep Átmeneti rítusok nevet viselő munkássága miatt és a folklór tanulmányok alapítójaként vált elismertté.
Párizsba ment tanulni a Sorbonne-ra, ahol azonban csalódott az oktatásban. Nem azt a tudást kapta, amit elképzelt.
Ezt követően került el az École des langues-ba (nyelviskola), ahol arabot és általános nyelvészetet tanult, amely magába foglalta az egyiptológiát, a primitív vallásokat, az ősi arabot és az iszlám kultúrát. Tudományosan független volt, ami meg is jelenik munkásságában. Sohasem töltött be akadémiai pozíciót Franciaországban.
1912 és 1915 között a svájci Neuchâtel Etnográfiai Egyetem elnöke volt, de menesztették az országból az első világháború idején, mert kétségbe vonta Svájc semlegességét a harcokban. Elnöki tisztsége alatt átszervezte a múzeumi rendszert és megszervezte az első néprajzi (etnográfiai) konferenciát (1914). 1922-ben az Amerikai Egyesült Államokba utazott.
Legismertebb munkája a Les rites de passage (Átmeneti rítusok) 1909-ben jelent meg, mely tartalmazza saját nézeteit az átmeneti rítusokról, amelyet 3 fázisra osztott fel: elválasztó, átmeneti és befogadó fázis.
A francia folklóron belül legfontosabb munkája a Le Manuel de folklore français contemporain (1937–1958)
Van Gennep 1957-ben halt meg Bourg-la-Reine-ben, Franciaországban.

## Hatások, befolyások
Átmeneti rítusok című műve nagy hatással volt Joseph Campbell 1949-es írásaira. Például A Hős ezer arca című alkotásra, amelyben a hős utazását három részre osztja fel.
Victor Turner antropológiai írásaira, de legfőképpen az 1969-es művére, A rituális folyamatra volt nagy hatással Arnold van Gennepp munkássága.

## Munkái
- Le Tissage aux Cartons et son utilisation décorative dans l'Egypte Ancienne, Neuchatel, Switzerland: Delachaux & Niestlé, 1916, co-author Gustave Jeqier. English translation Cardweaving in Ancient Egypt Barbara Shapiro, transl. San Francisco : 2010.
- Traité comparatif des nationalités, Paris: Payot, 1922
- Tabou et Totemisme a Madagascar Etude Descriptive et Theorique, Paris: 1904
- Essai d’une théorie des langues spécialesl, Paris: 1908
- Works at archive.org
- The Rites of Passage, 1909. University of Chicago Press, 1960. web page

## Magyarul
- Átmeneti rítusok. Az ajtóhoz és a küszöbhöz, a vendégszeretethez, az örökbe fogadáshoz, a terhességhez és a gyermekágyhoz, a születéshez, a gyerekkorhoz, a serdülőkorhoz, a beavatáshoz, a felszenteléshez, a koronázáshoz, az eljegyzéshez, a házassághoz, a temetéshez, az évszakokhoz és más egyébhez kapcsolódó rítusok módszeres elemzése; ford. Vargyas Zoltán, előszó Vargyas Gábor; MTA NKI–L'Harmattan– PTE Néprajz-Kulturális Antropológia Tanszék, Bp.–Pécs, 2007 (Kultúrák keresztútján)